# Byczek
Byczek – jezioro w woj. warmińsko-mazurskim, w pow. giżyckim, w południowej części gminy Miłki, we wsi Wyszowate, leżące na terenie Krainy Wielkich Jezior Mazurskich.
Według urzędowego spisu opracowanego przez Komisję Nazw Miejscowości i Obiektów Fizjograficznych (KNMiOF) nazwa tego jeziora to Byczek. W różnych publikacjach i na mapach topograficznych jezioro to występuje pod nazwą Bycek.
Powierzchnia zwierciadła wody według różnych źródeł wynosi od 12,5 ha do 14,7 ha. 
Zwierciadło wody położone jest na wysokości 122,8 m n.p.m. Średnia głębokość jeziora wynosi 3,7 m, natomiast głębokość maksymalna 9,1 m.
W oparciu o badania przeprowadzone w 1992 roku wody jeziora zaliczono do II klasy czystości.
Powstało w wyniku wytopienia się brył martwego lodu zagrzebanych w piaskach naniesionych przez wody wypływających z lodowca. Zlewnia jeziora przypomina dolinę rzeczną o niewielkich rozmiarach.
Jest to najprawdopodobniej jezioro typu rynnowego: wąskie i głębokie. Jezioro zasilane jest wodami gruntowymi, z wyraźnie widocznym źródłem w południowo-wschodniej jego części. Wschodnią zlewnię jeziora stanowią łąki, natomiast zachodnią pola uprawne. Brzegi zarośnięte przez roślinność zanurzoną, wśród której dominuje trzcina. Jeziorko charakteryzuje czysta woda o dużej klarowności. Najczęściej spotykane gatunki ryb to: okoń, leszcz, lin, ukleja, sandacz, węgorz, szczupak, płoć, karp i sum.